# Linde am Steinbaß

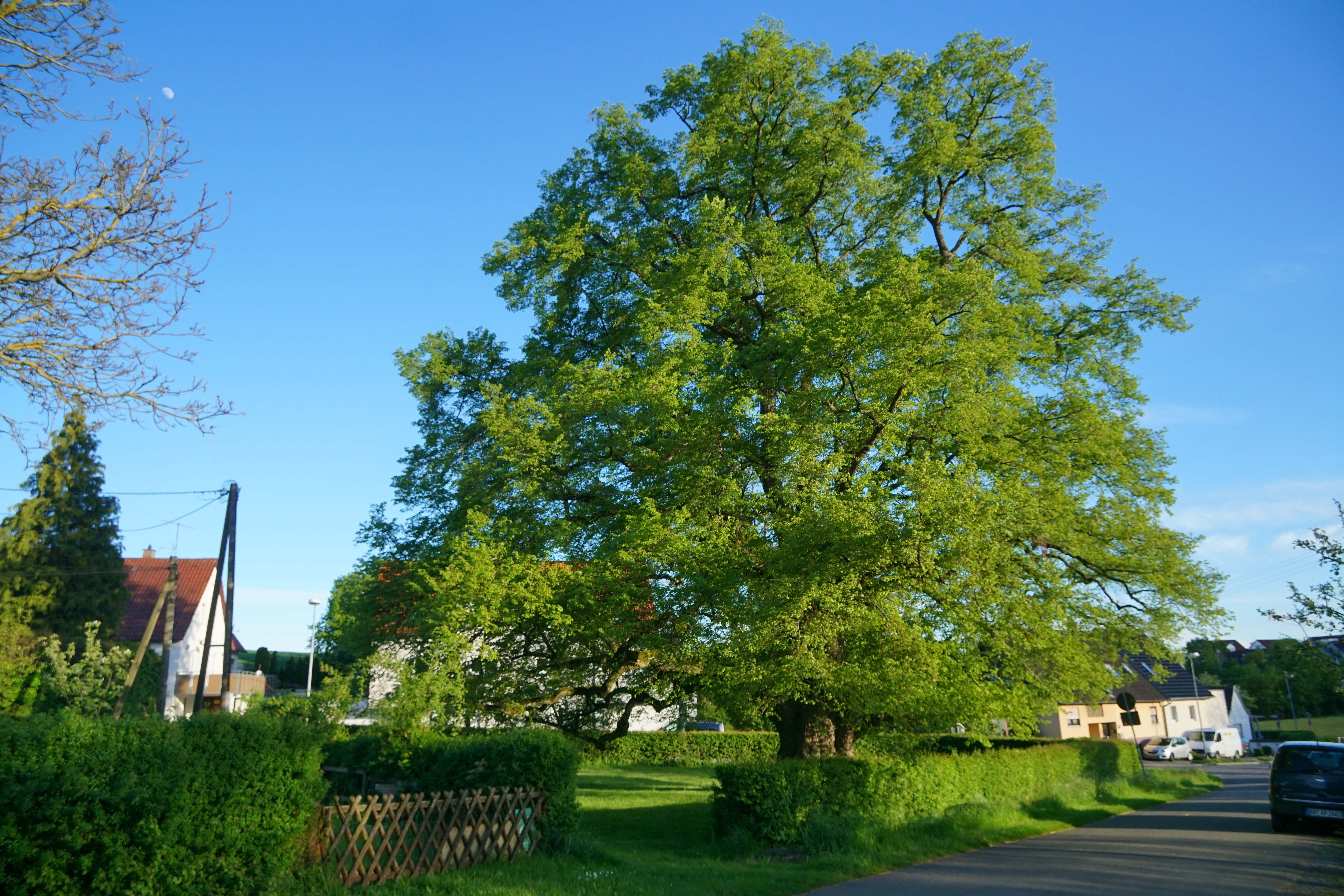
Die Linde von Schönaich (2021)

Die Linde am Steinbaß ist ein mächtiger Solitärbaum und ein Naturdenkmal in der Gemeinde Schönaich (Landkreis Böblingen). Ihr Standort befindet sich auf einer Rasenfläche an der Straße nach Steinenbronn.
Diese Linde ist einer von vier als Naturdenkmal ausgewiesenen Einzelbäumen des Ortes. Ein anderer ist eine etwa 300-jährige Stieleiche (Quercus robur) im Ortskern.

## Beschaffenheit
Die Winter-Linde (Tilia cordata) am östlichen Ortsrand, deren Stamm (Umfang: 6,55 Meter) mit dicken Maserknollen und zahlreichen Verwachsungen auf ein Alter von 350 bis 400 Jahren hindeutet, hat eine Krone mit einem Durchmesser von 22 Metern und im Inneren sind die meisten der größeren Äste durch insgesamt 10 Halteseile mit der Zentralachse verbunden. In jüngerer Zeit wurden einige herausgenommen bzw. teils stark eingekürzt.
Der Zustand gilt insgesamt als gut.